# ホーボーズ
株式会社ホーボーズ（HOBO'S Co.Ltd）は、名古屋の制作プロダクション。

## 概要
2006年12月1日に、名古屋を拠点に名古屋、東京、大阪のテレビ局で放送作家として活動していた松永英隆と、名古屋のディレクター・松尾浩康、仲尾義晴ら計３名によって、学校近くで、公園があって、風通しの良い名古屋市中区千代田のデザイナーズマンションの１室にて設立された。
2011年5月よりマネージメント業務を始め、所属タレントとして俳優・ミュージシャンの菅沼翔也が在籍。
2015年10月5日に子会社「ホーボーズ＆ホーボーズ（ホーボーズアンドホーボーズ）」を設立。
2021年3月31日にYouTubeや企業動画などの映像制作・プロデュース会社「３株式會社（サンカブシキガイシャ）」を設立。
テレビ番組の企画から構成、演出、納品まで社内で行う制作業務を主に手掛けており、そのほか映画やラジオ、企業VP、Youtube番組などの制作からタレントのマネージメント業務まで行なっている。

## 沿革
- 2006年（平成18年）12月1日（金） - 株式会社ホーボーズを設立

- 2015年（平成27年）10月5日（月） - 株式会社ホーボーズ＆ホーボーズを設立

- 2021年（令和3年）3月31日（水） - ３株式會社を設立

## 会社概要

### 株式会社ホーボーズ
所在地
〒460-0012 名古屋市中区千代田一丁目10-16 ネスパルドイブ2A
役員
- 取締役社長　　　松尾浩康

- 常務取締役　　　仲尾義晴

- 代表取締役会長　松永英隆

### 株式会社ホーボーズ＆ホーボーズ
所在地
〒460-0012 名古屋市中区千代田一丁目10-16 ネスパルドイブ2A
役員
- 代表取締役社長　松永英隆

### 3株式會社
所在地
〒460-0012 名古屋市中区千代田一丁目10-16 ネスパルドイブ2C
- 代表取締役社長　松尾浩康

- YouTubeチャンネル　「ドラ女ゆづきのスクイズTV」

- CBCテレビ公式Youtube「大家族チャンネル」

## 所属スタッフ

### 演出プロデュース
- 松尾浩康

- 仲尾義晴

- 村瀬敬士

- 石賀一啓

### ディレクター
- ホリD

- 黒田冬香

- 吉田光希

- 石田大和

### 放送作家
- 宮崎祐人

- 松永英隆

### 所属タレント
俳優・ミュージシャン
- 菅沼翔也

## 受賞歴
- テレビCM 「波瀬割箸生産組合／割り切れない日々に」2020年　日本民間放送連盟賞　優秀賞
- テレビCM 「竹島水族館／すいぞくかんのうた」2018年　日本民間放送連盟賞　最優秀賞
- ドキュメンタリー 「鉄くず錆びた」2014年 ギャラクシー賞 奨励賞
- ドキュメンタリー 「神宮希林」2014年 ギャラクシー賞 奨励賞
- テレビCM 「曲がり角」2012年 ACC CM フェスティバル 入賞
- ドキュメンタリー 「おしゃべり独居ばあさん」2012年6月度月間賞 ギャラクシー賞TV部門
- ドキュメンタリー 「笑ってさよなら ～四畳半下請工場の日々～」

　　2011年　モンテカルロ国際映像祭 ゴールデンニンフ賞（最優秀作品賞）
　　「地方の時代」2010年 映像祭 グランプリ
- ラジオCM 第1種（20秒以内） 「5秒でも寂しいがや～」

　　2008年 日本民間放送連盟賞 優秀賞
　　第48回 ACC（全日本CM連盟）ファイナリスト賞
- ラジオCM 第1種（20秒以内） 「川上産業 プチプチ ～もっと潰して」2007年 日本民間放送連盟賞 最優秀賞
- ラジオCM 「中部日本放送PR ～不機嫌なワライカワセミ」2007年 日本民間放送連盟賞 優秀賞
- ドキュメンタリー 「山小屋カレー」 ナレーション：大杉蓮

　　2007年 第9回四川テレビフェスティバル 国際ゴールドパンダ賞アジア作品賞
　　2006年 ABU（アジア太平洋放送連合）賞 ドキュメンタリー番組部門
　　2005年 第1回放送文化大賞 テレビ部門 準グランプリ
　　2005年 日韓中テレビ制作者フォーラム 優秀賞
　　2005年 JNNネットワーク協議会賞
　　2004年 日本民間放送連盟 テレビエンターテイメント部門 優秀賞
　　2004年 放送文化基金賞 テレビドキュメンタリー部門 番組賞
- ドキュメンタリー 「鉄くずキラリ」 ナレーション：平畠啓史

　　2003年 日本民間放送連盟 優秀賞
　　2003年 第40回 ギャラクシー賞 選奨
　　2003年 JNNネットワーク協議会賞
　　2003年 インターナショナルエミー賞 ノミネート
- CBCラジオドラマSP 「埋まらない気持ち」脚本 主演：伊沢勉　2000年 ギャラクシー賞 奨励賞
- CBCラジオドラマSP 「ホーム」脚本 主演：勝村政信　1999年 ギャラクシー賞 奨励賞 協議会賞
- 2009年 ノブナガ 「ごはんリレー」JNN年ネットワーク協議会賞
- 2007年 がんばれペナキッズ JNN年ネットワーク協議会賞
- 2005年 ノブナガ「地名しりとり」JNN年ネットワーク奨励賞
- 2002年 ノブナガ JNN年ネットワーク協議会賞

### テレビ番組
- THK「スイッチ！」
- THK「ニュースOne」
- THK「SKE48は君と歌いたい」
- TVA「日経プレミアム　工場へ行こうⅢ　AMAZING FACTORY」
- THK「大人が「えええ！！？」ってなる会社」
- THK「みんなでつなぐ17の未来 ～TRY！ SDGs～」
- THK「スイッチ！はじめましてＳＰ 歴史・文化・人情に“たっち”　“飯田街道”珍道中」
- THK「全力エール」
- TVA「東海エリアの売れてるモノを大調査！“ 売れっ子さん”」
- THK「Run Way Story ～彼女の走る道～」
- THK「どえらいもん映像社」
- THK「２０２０！華のボイメン応援団」
- THK「こちら絶滅映像社」
- THK「スイッチ！はじめまして番外編　街道おじさんの音楽旅」
- THK「スイッチ！はじめましてSP 世界遺産 熊野古道を歩く 人々を魅了する巡礼の旅」
- THK「名古屋発 ド定番トラベラーin福岡」
- THK「時代を変えたヒット商品、うちの会社で生まれました」
- THK「華のボイメン応援団！～ナゴヤ新生活全力サポート！～」
- CBC「デラＨｉ☆学園」
- CTV「大徳さん スピンオフ　コレ、ぜんぶ熊野で撮りました おんな4人SNS映え珍道中」
- CTV「前略、大徳さん」
- TVA「おとなの秘密基地」
- CBC「しかし、あの人には笑ったなぁ・・・」
- CBC「アイドリぃむTV」
- ちなみに教えて伊勢街道～街道おじさんのツウな旅～
- CBC「THEルーツ～会社の起源のヒットを探る～」
- CTV「オードリーさん、ぜひ会って欲しい人がいるんです！」
- CTV「キャッチ！」
- CBC「岡田圭右のリアル閉店ガラガラ」
- THK「スタイルプラス お宝照英」
- CTV「ボイメン☆マジック」
- TVA「探Ｑ！Ａトリップ」
- KTV「にじいろジーン」
- ７×７×７÷５
- CBC「劇的会社～ドラマティックカンパニー～」
- CBC「愛・地球博 10年後の花」
- THK「潜入！ニッポンの大地下空間」
- CBC「SKE48の火曜アルバイト劇場」
- TVA「花田温水おじさんぽ！」
- CTV「DISH//だし！」
- CTV「24時間テレビ 「愛は地球を救う」第37回」
- NTV「伝統よよみがえれ！偉人おもいでマップ」
- CBC「世界に売り込め！サプライズ名古屋めしバスツアー」
- THK「すくすくぽん！」
- CTV「SKE48の世界征服女子 season2」
- THK「西川きよしのご縁です」
- TVA「草野仁のZOO!ムイン東山 東山動植物園研究所」
- CTV「高田純次 ザキヤマ 土屋アンナのテキトー旅in南の島」
- THK「東海テレビ開局55周年記念遷宮特別番組　神宮希林」
- CTV「SKE48のおやすみ名言道場」
- CTV「幸せの黄色い仔犬」
- TVA「プレミアム～週末のしあわせ～」
- CTV「和田アキ子のニッポン爆笑珍道中!! 高田マネージャー付き～夏は遊園地＆キャンプ～」
- TVA「遊びに行こっ！ホトチャンネル」
- CTV「キャッチ！ デパート探検隊」
- 三重県まるごと！いただき３人娘
- THK「ぷれサタ！ 旅人照英」
- マーケットエンジェル
- バラ金 ニューハーフの恋～想いを伝えるとは～
- オンナ時間
- CTV「上沼・高田の死ぬまでにやりたい！大人の極上ハワイ旅」
- THK「西川きよしのご縁です!×ぐっさん家　アニバーサリー１０
- ～ああ、今年はほんとにおめでたい！打ち上げ花火だ！ババババーンと元日ＳＰ～」
- THK「大日本印章スペシャル　決戦！２０１２　池田 勇太　ＶＳ　石川 遼」
- TVA「工場へ行こう ~ヒット商品誕生物語~」
- CTV「SKE48の世界征服女子 season1」
- THK「ご縁のした」
- CTV「サタメン！！！Saturday Men's Hour」
- CTV「おはＺＩＰ！」
- CTV「テキトー男3人 旅 お伊勢参りに行く～！」
- THK「西川きよしのご縁です！　お正月SP　開運あやかり隊　おもてなし珍道中」
- THK「決戦!2011 池田勇太 VS 石川遼」
- CBC「花咲かタイムズ」
- CBC「来る来るミラクル」
- CTV「未来へのおくりもの ～東山動植物園 巨大壁画プロジェクト～」
- CBCスペシャル・帰り道「35人と一匹男16人女19人子供12人16の帰り道」
- CTV「爺と丁稚と花」
- 遠くても…名古屋で見つけた遠距離恋愛物語
- THK「スタイルプラス」
- THK「ぐっさん家」
- CBC「花咲かタイムズ・長崎特番」
- 伊勢志摩３人旅（戦場カメラマン 渡部陽一・関口知弘・内藤大助）
- サイコーの殿堂
- 決断～企業を動かす「言葉」～
- お宝発信タワー DAI-NAMO　いなか道
- みんなの東山動植物園物語
- ダイドードリンコ日本の祭り２０１０ 神の男を追え！～国府宮はだか祭～
- 中京テレビ開局40周年 笑わせたいの 中京テレビ3時間爆笑スペシャル
- 今田・東野 北の果ては俺の旬
- 西川きよしのご縁です 大笑いなお正月
- ズームインSUPER「パパの仕事にズームイン」
- 高田ミヤネ山崎 テキトー3人旅
- ノブナガ GO☆TO ダウンロード
- 花咲かタイムズ・防犯特番
- ダイドードリンコ日本の祭り2009 信長感動!水に映る浪漫の祭り～尾張津島天王祭
- ゴルギアス
- ぐっさんの声が生まれた
- 友近・花子・かのこ　愛媛旅
- 99の名古屋で生正月
- バーバーはじめ
- CMを作るんですか？
- 吉本俺たちいい日旅立ち
- 雨上がり決死隊のそこまでいったら絶対食べたいグルメツアー
- 女芸人幸せ探し大冒険
- 御前様パーティー
- ギュウぎゅう吉本詰め
- タイマン王
- 鶴瓶VSぶっっっちゃけ美女バラエティーの裏側新年会
- スタピカ
- グッと地球便
- ミヤネ屋
- 東京オカン
- ぐっさんの肉球プリン
- 夢図鑑
- バリバリ電波あいどる
- アンデュ
- 名古屋が最高!
- うちあげ
- ラブログ
- クリフハンガー冒険隊
- ヒデヨシ
- そこが知りたい
- がんばれ!ペナキッズ
- 天才クイズ
- めざましテレビ
- ココリコ地獄バスツアー
- てれび博物館
- 爆笑!駐在君が行く
- ふれあい見つけ旅
- 三枝のうわさのミミンバ

### ドキュメンタリー
- ひのまる2019
- ボクらが歌を歌う理由～愛知芸大オペラ1年の軌跡～
- 同い年と歌おう！
- 鉄くず錆びた
- 神宮希林
- おしゃべり独居ばあさん
- 笑ってさよなら～四畳半下請け工場の日々～
- ニュース23 夢の屋久島
- 轍（ナレーション：YOU）
- もうひとつのWBC（出演：加藤晴彦 ナレーション：ユースケサンタマリア）
- ピース～夢みる山を作った人々（出演：押井守 ナレーション：岡村孝子）
- おかしなふたり
- ジミー大西 メキシコ旅（ナレーション：戸田恵子）
- 山小屋カレー（ナレーション：大杉漣）
- 鉄くずキラリ（ナレーション：平畠啓史）
- またくるね
- なかよし
- 光さす海
- 10年後のあなたへ
- 神の男を追え！国府宮はだか祭
- 氷あります
- 消えゆく絶景

### ライブ
- 山口智充ライブ グッサン エンターテイメントSHOW
- 山口智充月極め報告会
- 長原成樹 生田朋子「ノー・ダメージ」
- ウェストサイド「JUMP」
- 少年ボーイズ「ココロ理髪店」
- ライセンス ライブ
- 平畠啓史「波いらず」

### ラジオ
- ココリコの快楽シャワー王国
- ライセンスのドギモ
- 西川のりおのタングショー
- ツー快お昼ドキっ 原田伸郎
- 真・矢野印 矢野きよ実のシャベリバショー

### ラジオドラマ脚本
- 金魚とあぽろ（出演：佃典彦 渡嘉敷勝男）
- ホーム（主演：勝村政信）
- 埋まらない気持ち（主演：伊沢勉）
- 河童といた夏（主演:石黒賢）

### 映画
- 神宮希林～わたしの神様～

### VP
- ＫＴＣおおぞら高等学院 Youtube

### 関連会社
- 株式会社ホーボーズ＆ホーボーズ
- ３株式會社